# Payre
Die Payre ist ein Fluss in Frankreich, der im Département Ardèche in der Region Auvergne-Rhône-Alpes verläuft. Sie entspringt unter dem Namen Ruisseau de Sinavoux am Plateau du Coiron, im Gemeindegebiet von Berzème, entwässert generell in nordöstlicher Richtung und mündet nach rund 21 Kilometern als rechter Nebenfluss in die Rhône.

## Orte am Fluss
- Rochessauve
- Chomérac
- Saint-Symphorien-sous-Chomérac
- Payre, Gemeinde Le Pouzin